# Павелко Віктор Гаврилович
Ві́ктор Гаври́лович Паве́лко(1891, с. Харківці, тепер Пирятинська міська громада, Полтавська область — м. Сірак'юс, США) — український політик, один із лідерів військового руху в УНР. Соратник Миколи Міхновського та Івана Горемики-Крупчинського.

## Життєпис
Народився 7 листопада 1890 року у селі Білошапки Полтавської губернії (нині - Прилуцький район, Чернігівська область) у сім'ї священника.
Прапорщик російської армії, служив у 39-ій пішій запасній бригаді.
Член Українського військового клубу імені Полуботка і секретар Українського Військового Організаційного Комітету, молодший офіцер полку імені Богдана Хмельницького. 
Козак полку імені гетьмана Павла Полуботка Микола Падалка у своєму спогаді «Виступ “полуботківців” 4–6 липня 1917 в Києві…» називає Віктора Павелка одним з  ініціаторів збройного виступу «полуботківців» у Києві, поруч із Міхновським, Лукіянівим та Іваном Горемикою-Крупчинським.
У 1919 році жив у Пирятині під наглядом чекістів. 15 червня 1927 року заарештований у рідному селі, відбув 10 років таборів.
У 1950 році прибув до міста Сірак'юс у США. Невдовзі захворів та помер.